# Cornel Wilde
Cornelius Louis Wilde, właściwie Kornél Lajos Weisz (ur. 13 października 1915 w Nowym Jorku, zm. 16 października 1989 w Los Angeles) − amerykański aktor i reżyser, nominowany do Oscara za rolę Fryderyka Chopina w filmie Pamiętna pieśń.

## Wybrana filmografia
- 1941: High Sierra jako Louis Mendoza
- 1945: Zostaw ją niebiosom jako Richard Harland, pisarz
- 1947: Wieczna Amber jako Bruce Carlton
- 1952: Największe widowisko świata jako Wielki Sebastian
- 1955: Wielki kartel jako por. Leonard Diamond
- 1979: Piąty muszkieter jako D’Artagnan